# Estación de Molí Nou-Ciutat Cooperativa
Molí Nou-Ciutat Cooperativa es una estación de Ferrocarriles de la Generalidad de Cataluña situada cerca del barrio de Molí Nou de San Baudilio de Llobregat. Es la estación terminal de la línea 8 del Metro de Barcelona y forma parte de todos los servicios de FGC de la línea Llobregat-Anoia a excepción de los trenes semidirectos de las líneas R5 y R6 (líneas R50 y R60).
| << cabecera           | < estación               | línea | estación >   | cabecera >>  |
| --------------------- | ------------------------ | ----- | ------------ | ------------ |
| Línea Llobregat-Anoia |                          |       |              |              |
| terminal              | terminal                 |       | San Baudilio | Plaza España |
| Can Ros               | Colonia Güell            |       | San Baudilio | Plaza España |
| Olesa de Montserrat   | Colonia Güell            |       | San Baudilio | Plaza España |
| Martorell Enlace      | Colonia Güell            |       | San Baudilio | Plaza España |
| Quatre Camins         | Colonia Güell            |       | San Baudilio | Plaza España |
| Manresa Baixador      | San Vicente dels Horts   |       | San Baudilio | Plaza España |
| Igualada              | Santa Coloma de Cervelló |       | San Baudilio | Plaza España |

## Historia
La estación entró en servicio el 13 de febrero de 2000 dentro la nueva variante entre San Baudilio y Santa Coloma de Cervelló. La antigua estación se situaba en paralelo a la actual más cercana a las viviendas y funcionaba desde los años sesenta del siglo XX.